# 相聲小品舞台
相聲小品舞台（朝鮮語： / ）是朝鮮中央電視台的一个綜藝節目，播放最新創作的北韓幽默短劇。主要形式有雙人對話式的相聲、情景短劇式的小品等。為呼應先軍政治，以軍旅題材居多。
節目多年來流於官方意識形態的宣傳。據脫北者稱，在北韓時頗覺其幽默，現在雖然也覺得該節目好笑，但想到題材的單一重複，笑已經變了味道。

## 部分作品
- 印象問題（인상문제）[永久]
- 我們的軍隊 我們的人民（우리군대 우리인민） （页面存档备份，存于）
- 先看吧（먼저보자） （页面存档备份，存于）